# Rue de Lille (Tourcoing)
Pour les articles homonymes, voir rue de Lille.
La rue de Lille est une voie très ancienne de la ville de Tourcoing, dans le département du Nord, en France.

## Situation et accès
La rue de Lille est une voie publique de la ville de Tourcoing, en France. Elle relie la Grand-Place de Tourcoing à l'est à la rue de Paris à l'ouest.
Si la rue est dédiée à la circulation des véhicules sur la majeure partie de sa longueur, soit de la place Charles-Roussel à la rue de Paris, la portion de la rue entre la Grand-Place et la place Charles-Roussel est piétonne.
Le carrefour des rues de Lille, de Paris, et du Brun-Pain, marque un des points les plus hauts de la ville: 50 m.

## Historique
Cette voie ancienne apparait déjà bordée de maisons sur le plan de Sanderus daté de 1630.

## Bâtiments remarquables et lieux de mémoire
- Les parents de Jules Watteeuw habitaient au no 16[1].
- Au n°111 est établie depuis 1853 l'Institution libre du Sacré-Cœur.
- La partie de la rue de Lille depuis la Grand-Place jusqu'à la rue des Ursulines s'appelait « rue du Duc de Berry » jusqu'en 1830. Le musée du Carillon garde la plaque de cette rue gravée à son nom.
- La partie de la rue entre la Grand-Place et la place Charles-Roussel est piétonne depuis 1972.